# Walter Vargas
Walter Alejandro Vargas Alzate (El Carmen de Viboral, 26 oktober 1994) is een Colombiaans wielrenner die sinds 2017 rijdt voor Medellín.

## Carrière
In 2016 werd Vargas nationaal kampioen tijdrijden door het 43 kilometer lange parcours sneller af te leggen dan Brayan Ramírez en Juan Pablo Rendón. Drie maanden later werd hij ook Pan-Amerikaans kampioen in dezelfde discipline, ditmaal voor Laureano Rosas en Cristian Serrano.

## Overwinningen
2016
 Colombiaans kampioen tijdrijden, Elite
 Pan-Amerikaans kampioen tijdrijden, Elite
2018
 Pan-Amerikaans kampioen tijdrijden, Elite
2019
6e etappe Ronde van Uruguay (individuele tijdrit)
Eindklassement Ronde van Uruguay
1e etappe Ronde van het Qinghaimeer (ploegentijdrit)
2021
 Colombiaans kampioen tijdrijden, Elite
 Pan-Amerikaans kampioen tijdrijden, Elite
2022
Juegos Bolivarianos (individuele tijdrit)
Juegos Suramericanos (individuele tijdrit)
2023
 Colombiaans kampioen tijdrijden, Elite
1e etappe Clásica de Ciclismo Ciudad Santiago de Arma-Rionegro (ploegentijdrit)
 Pan-Amerikaans kampioen tijdrijden, Elite
3e etappe Ronde van de Gila (individuele tijdrit)
Centraal-Amerikaanse en Caraïbische Spelen - Individuele tijdrit
1e etappe Ronde van Panama (ploegentijdrit)
Pan-Amerikaanse Spelen - Individuele tijdrit
Juegos Deportivos Nacionales (individuele tijdrit)
2024
 Pan-Amerikaans kampioen tijdrijden, Elite
4e etappe Ronde van Venezuela
Eindklassement Ronde van Venezuela
2025
 Pan-Amerikaans kampioen tijdrijden, Elite

## Resultaten in voornaamste wedstrijden
|      | \| Jaar \| \| WK op de weg \| \| ---- \| \| ------------ \| \| 2016 \| \| opgave \| \| 2023 \| \| opgave \| \| 2024 \| \| opgave \| |              |
| Jaar | | WK op de weg |
| 2016 | | opgave       |
| 2023 | | opgave       |
| 2024 | | opgave       |

## Ploegen
- 2015 –  Orgullo Antioqueño
- 2017 –  Medellín-Inder
- 2018 –  Medellín
- 2019 –  Medellín
- 2020 –  Team Medellín
- 2021 –  Team Medellín-EPM
- 2022 –  Team Medellín-EPM
- 2023 –  Team Medellín-EPM

Arango · Cardona · Estrada · C. Montoya · J. I. Montoya · Ortega · Oyola · Paredes · Ramírez · Roldán · Sevilla · Vargas
Caicedo · Chalapud · Mendoza · Montoya · Oyola · Paredes · Roldán · Sevilla · Vargas